# Dactylochelifer popovi
Espèce
Synonymes
- Dactylochelifer afghanicus Beier, 1959
- Dactylochelifer cendsureni Krumpál & Kiefer, 1982

Dactylochelifer popovi est une espèce de pseudoscorpions de la famille des Cheliferidae.

## Distribution
Cette espèce se rencontre au Turkménistan, en Azerbaïdjan, en Afghanistan, au Tadjikistan, au Kirghizistan, en Ouzbékistan, au Kazakhstan et en Mongolie.

## Publication originale
- Redikorzev, 1949 : Pseudoscorpionidea of Central Asia. Travaux de l'Institut de Zoologique de l'Académie Sciences de l'U.R.S.S., vol. 8, p. 638-668.